# Веролануова
Веролануова (італ. Verolanuova) — муніципалітет в Італії, у регіоні Ломбардія, провінція Брешія.
Веролануова розташована на відстані близько 430 км на північний захід від Рима, 75 км на схід від Мілана, 26 км на південний захід від Брешії.
Населення — 8250 осіб (2014).
Щорічний фестиваль відбувається 10 серпня. Покровитель — Святий Лаврентій.

## Демографія
Населення за роками:

Станом на 1 січня 2023 року в муніципалітеті офіційно проживало 768 іноземців з 37 країн, серед них 115 громадян країн Євросоюзу та 35 громадян України.

## Сусідні муніципалітети
- Бассано-Брешіано
- Куїнцано-д'Ольйо
- Манербіо
- Оффлага
- Понтевіко
- Сан-Паоло
- Веролавеккія